# Raffaele Faccioli
Raffaele Faccioli (né  le 27 décembre 1845 à Bologne - mort le 2 juin 1916) est un peintre italien du XIXe siècle.